# Iza Rydfjäll
Iza Rydfjäll, född den 2 oktober 1992, är en svensk innebandyspelare (back) som representerat IKSU Innebandy. Hon spelade säsongen 2019-2020 i Kloten-Dietlikon Jets i Schweiziska NLA.

## Klubbkarriär
Iza Rydfjäll har under sin elitkarriär representerat IKSU innebandy. Iza Rydfjäll har spelat sex SM-finaler och vunnit tre SM-guld med IKSU Innebandy.

## Landslagskarriär
Iza Rydfjäll har spelat 65 landslagsmatcher i vilka hon gjort 20 mål och 15 assist. 2017 vann hon VM-guld.

## Karriärens slut
Inför SM-finalen mot KAIS Mora IF i april 2018 meddelade Iza Rydfjäll att hon slutar spela innebandy på elitnivå.